# تشارلز أوبراين (عسكري)
تشارلز أوبراين (بالإنجليزية: Charles O'Brien)‏ هو عسكري جنوب أفريقي، ولد في 13 ديسمبر 1859، وتوفي في 29 نوفمبر 1935.